# Cuicuilco

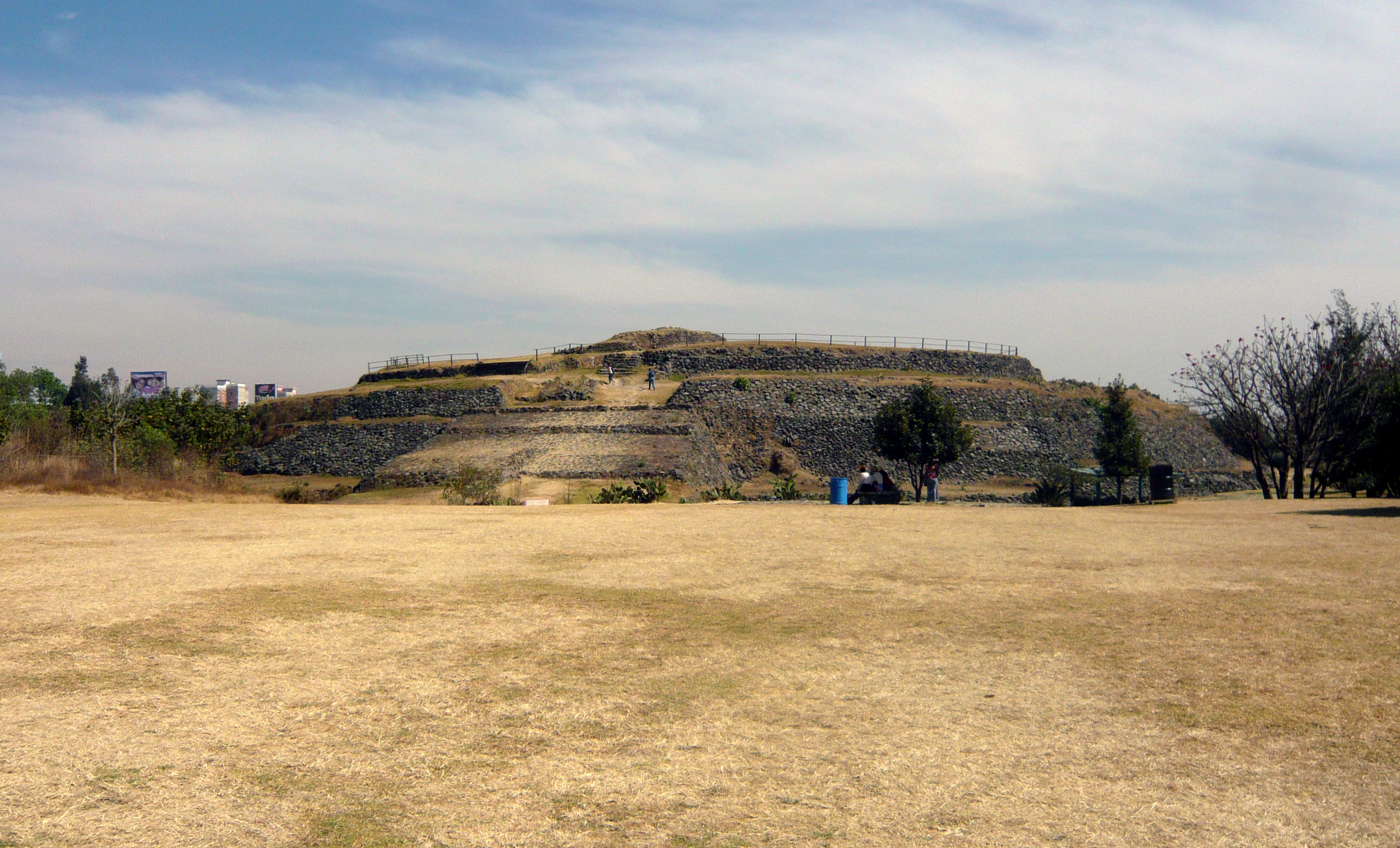
Piramida w Cuicuilco

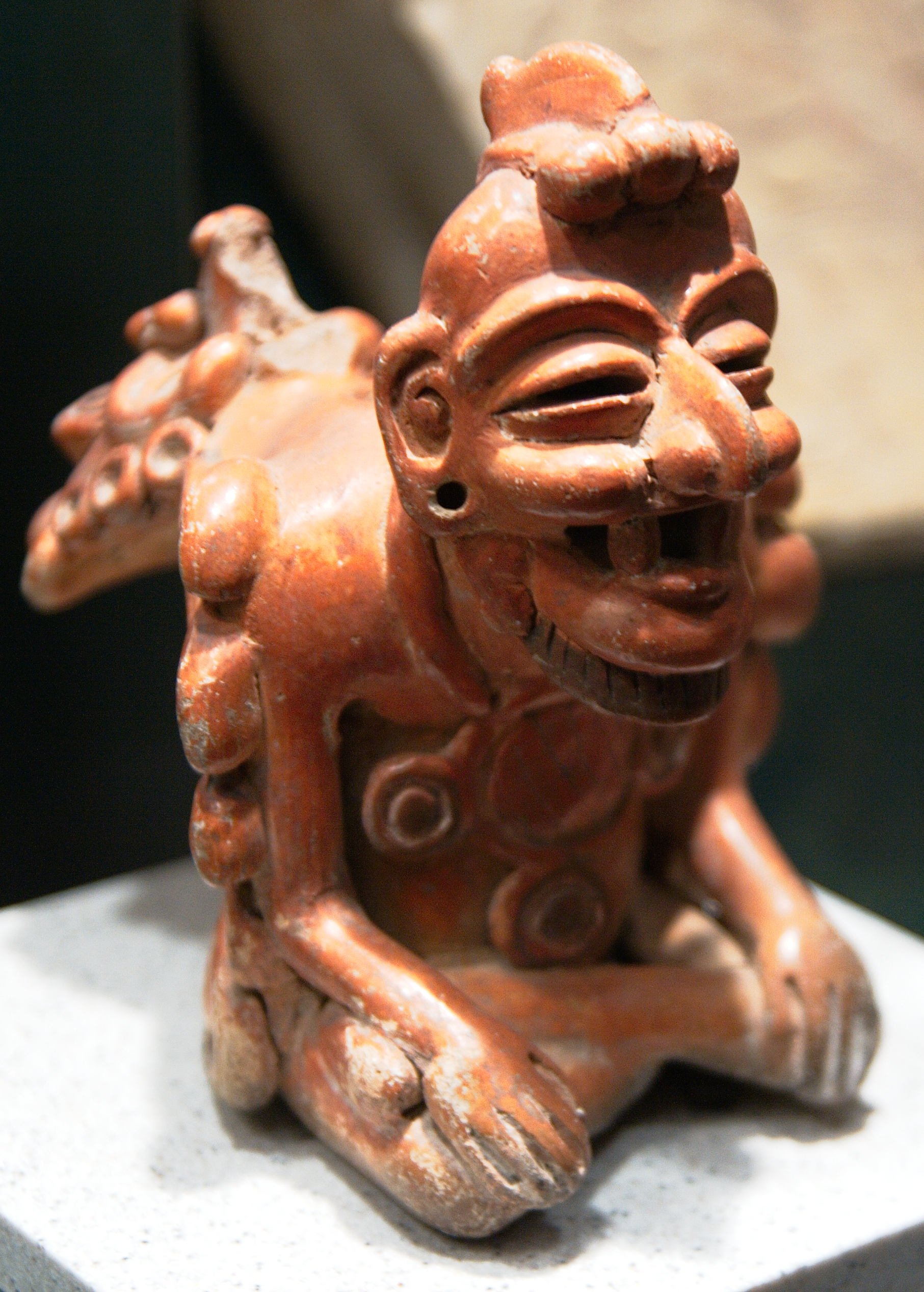
Posążek boga ognia Huehueteotla-Xiuhtecuhtli

Cuicuilco – miasto prekolumbijskie z okresu przedklasycznego, najstarsze stanowisko archeologiczne w Dolinie Meksyku, znajdujące się na południe od miasta Meksyk, zniszczone w roku 300 przez erupcję pobliskiego wulkanu Xitle. Po zniszczeniu miasta ludność rozproszyła się, jednocześnie rozprzestrzeniając swą kulturę, między innymi do Teotihuacanu. Nazwa Cuicuilco w języku nahuatl znaczy dosłownie "miejsce tańca i śpiewu". Najsłynniejszym zabytkiem jest odkryta w 1922 roku okrągła, czterokondygnacyjna piramida-platforma wraz z ołtarzem. Na miejscu znajduje się muzeum z ekspozycją znalezisk.